# تيموركوه (مقاطعة فومن)
تيموركوه (بالفارسية: تیمورکوه) هي قرية تقع في غيلان في إيران. يقدر عدد سكانها بـ 193 نسمة بحسب إحصاء 2016.